# Пьотър Чайковски
Вижте пояснителната страница за други личности с името Чайковски.
Пьо̀тър Илѝч Чайко̀вски (на руски: Пётр Ильич Чайковский, изписване до 1918 година: Петръ Ильичъ Чайковскій) е руски композитор от епохата на романтизма. Разнообразното му творчество включва: симфонии, опери, балет, инструментална и камерна музика и песни. Той е автор на едни от най-популярните концертни и театрални музикални произведения в класическия репертоар, като балетите „Лебедово езеро“, „Спящата красавица“ и „Лешникотрошачката“, „Тържествена увертюра 1812 година“, „Концерт за пиано и оркестър № 1“, последните му три номерирани симфонии и операта „Евгений Онегин“.
Роден в семейство от средната класа, Чайковски се подготвя за чиновническа кариера, въпреки очевидните му музикални заложби. Той се посвещава на музиката, въпреки желанието на своето семейство, и през 1865 година завършва Санктпетербургската консерватория. Това формално образование, ориентирано към западноевропейската музика, го отделя от съвременното му националистично течение в музиката, най-видни представители на което са групата млади композитори, известна като Могъщата петорка. Професионалните отношения на Чайковски с тях са противоречиви.
Въпреки широката си популярност Чайковски остава емоционално несигурен през целия си живот, който е белязан от поредица личностни кризи и периоди на депресия. За това допринасят и потиснатата му хомосексуалност, катастрофалният му брак и внезапният срив на единствената продължителна връзка в живота му, 13-годишните отношения с богатата вдовица Надежда фон Мек. Успоредно с неуредиците в личния му живот, известността на Чайковски нараства, той получава почетни отличия от императора, отпусната му е пожизнена пенсия и е аплодиран в концертните зали по целия свят. Внезапната му смърт на 53-годишна възраст обикновено се отдава на заболяване от холера, макар че някои автори смятат, че става дума за самоубийство.
Макар популярна сред публиката по света, музиката на Чайковски често е отхвърляна от критиците в началото и средата на 20 век като вулгарна и лишена от извисеност. Към края на века статутът на Чайковски като значим композитор вече е окончателно затвърден.

## Биография

### Ранни години

#### Произход и семейство
Пьотър Илич Чайковски е роден на 7 май (25 април по стар стил) 1840 година във Воткинск, малък град във Вятска губерния (днес в република Удмуртия). Бащата, Иля Петрович Чайковски, е инженер, от род на украински казаци, по това време има чин подполковник и ръководи известния Воткински завод. Дядото, Петро Фьодорович Чайка, е родом от района на Полтава в Украйна. Майката на композитора, Александра Андреевна Чайковска (с моминско име д'Асие), е с 18 години по-млада от съпруга си. Тя е с френски произход по бащина линия и е втората от трите съпруги на Иля Петрович. И двамата родители разбират от изкуство и музика, майката пее и свири на пиано. Тези умения са типични за съсловието им и се смятат за необходими за осигуряване на развлечения в случай на живот в отдалечена провинция.
Пьотър Чайковски има една сестра – Александра, и четирима братя – Николай, Иполит и близнаците Анатолий и Модест. От първия брак на баща си има и еднокръвна сестра – Зинаида. Пьотър е по-близък с Александра и с близнаците. Анатолий по-късно става известен юрист, а Модест е драматург, либретист и преводач. Александра се омъжва за Лев Давидов, от когото има четири деца, едно от които, Владимир Давидов (Боб), става „централна фигура в последните години на композитора“. Пьотър Чайковски намира у семейство Давидови единствената форма на нормален семеен живот през зрелите си години. Често посещава тяхното имение в Каменка (Централна Украйна).

#### Детство
За гледане на децата и обучаване на големия брат Николай родителите наемат през 1843 г. френска гувернантка, 22-годишната Фани Дюрбах. Пьотър Чайковски е още твърде малък за обучение, но на около 5-годишна възраст успява да убеди Дюрбах в своите способности. Тя се оказва прекрасен преподавател и на 6 години малкият Пьотър вече свободно говори френски и немски език. Той се привързва към учителката си, тя също го обича много, запазва ранните му композиции, по-късно споделя спомени от детството му. Техните отношения се сравняват с връзката с майка му, която според някои биографи е студена, нещастна и дистанцирана от детето си, а според други тя силно го обича и трепери над него.
Пьотър Чайковски взема уроци по пиано от петгодишна възраст. Родителите го подкрепят в неговите занимания, наемат учител, купуват оркестрина (механичен инструмент, който е в състояние да имитира сложни оркестрови изпълнения) и го насърчават да свири на пиано. Макар и невръстен ученик, той за три години се научава да чете нотите също така умело като своя учител. Независимо от това семейството решава да изпрати Чайковски да продължи образованието си в Императорското училище по юриспруденция в Санкт Петербург, едно от най-престижните висши учебни заведения в Русия. Решението вероятно е продиктувано от практически съображения, а не от недооценяване таланта на детето. Желанието на родителите Пьотър да стане финансово независим възможно най-скоро, се определя от нарастващата несигурност на доходите на баща му, както и от факта, че единствените възможности за музикална кариера в Русия по това време са учител по музика и оркестрант в един от императорските театри – професии, оценявани като ниско стъпало на социалната стълбица.
Семейството се мести в Санкт Петербург през 1850 г. Императорското училище по юриспруденция представлява учебно заведение за средното съсловие и подготвя държавни служители. В него се постъпва на възраст 12 години, което налага 10-годишният Чайковски да посещава подготвителното училище, намиращо се на около 1300 км от дома му, и да живее в неговия пансион, далече от семейството си. Две години по-късно той преминава в Императорското училище по юриспруденция, където започва 7-годишен курс на обучение.

#### В Императорското училище по юриспруденция
Раздялата с майка му по време на живота в училищния пансион представлява за Чайковски душевна травма, която го измъчва цял живот. Нейната смърт от холера през 1854 г. го съкрушава до такава степен, че в продължение на две години той не съобщава за нея на Фани Дюрбах. Нещастието повлиява върху целия му живот. Загубата подтиква към първия сериозен опит за композиране – написването на валс в нейна памет.
Баща му, който също се разболява от холера, но успява да се възстанови, изпраща Пьотър Чайковски обратно в училището с надежда, че учението ще го отвлече от тъгата. Там Пьотър се сприятелява със своите съученици, сред които е Алексей Апухтин. Обединява ги музиката и те редовно посещават оперни представления. Същевременно Чайковски продължава да се упражнява в свиренето на пиано и взима уроци при Луиджи Пичоли, който според думите на Чайковски първи обръща внимание на неговите музикални наклонности. През 1855 г. баща му урежда частни уроци при Рудолф Кюндингер, пианист, композитор и педагог от немски произход. Запитан дали има смисъл ученикът му да се посвети изцяло на музикална кариера, Кюндингер отговаря отрицателно. По-късно той признава, че освен че не е прозрял таланта на Чайковски, причината за това мнение е собственият му несполучлив опит като музикант в Русия – по онова време в Русия към музикантите се отнасят снизходително, а професията им не се възприема сериозно.
На 10 юни 1859 г. 19-годишният Чайковски завършва училището и получава чин на титулярен съветник, едно относително ниско стъпало на стълбицата на гражданската служба.

### Начало на музикална кариера
Няколко дни след завършването на Императорското училище по юриспруденция Чайковски постъпва на работа в Министерството на правосъдието, отначало като младши сътрудник, след няколко месеца е повишен в длъжност старши сътрудник. Той остава на тази длъжност до края на своята 3-годишна кариера като държавен служител.
През 1861 г. посещава класове по теория на музиката, преподавани от Николай Заремба и провеждани в Михайловския дворец в Санкт Петербург (сега Държавен руски музей). Уроците се организират от Руското музикално общество, основано през 1859 г. от великата княгиня Елена Павловна, леля на цар Александър II. За разлика от предходната културна политика на царския двор, която се основава на вноса на европейските таланти в Русия, стремежът на Александър II е да се подкрепят и развиват руските таланти. В съответствие с неговото желание Руското музикално общество организира редовни концертни и осигурява професионално обучение по музика. Класовете на Руското музикално общество са основата, върху която възниква Санктпетербургската консерватория. Тя се открива през 1862 г. и Чайковски е сред нейните първи студенти. Несигурен, че музиката ще е основното поприще на живота му, той все още пази мястото си в Министерство на правосъдието. В консерваторията Чайковски учи при Николай Заремба хармония и контрапункт. Антон Рубинщайн, основателят и директорът на консерваторията, му преподава композиция и инструментация.
Благодарение на двете години в консерваторията Чайковски придобива достатъчно умения и знания, за да се изгради като професионален музикант и да разгърне своя композиторски талант. Консерваторията му дава дълбоки познания за европейските принципи и форми на организиране на музикалната материя и създава в него усещането, че музиката е част от световната култура, а не само руска или само западна. Този мироглед е в основата на неговия композиторски стил, включващ в равна степен руски и европейски влияния. Той показва, че тези два аспекта на руската култура са всъщност „преплетени и взаимно зависими“, и става отправна точка за други руски композитори при изграждане на техните индивидуални стилове. Рубинщайн оценява таланта на своя ученик, нарича го гениален композитор и го насърчава да остави службата.
През 1865 г. завършва консерваторията с голям сребърен медал. Принуден от финансовите обстоятелства, обмисля завръщане към чиновническата работа. Николай Рубинщайн му предлага място на професор по теория и хармония в Московската консерватория. Консерваторията е в процес на организиране и официално се открива през 1866 г. Макар заплащането да не е високо, предложението е морална подкрепа за Чайковски. Той с радост го приема и се премества в Москва. Въодушевен е и от новината за изпълнението на неговите творби от Йохан Щраус на 11 септември 1865 г. в Павловския парк край Санкт Петербург.

### Професионално развитие
Московският период (1866 – 1878) на Чайковски е белязан с много усилия, но успехът идва трудно. Антон Рубинщайн не е доволен от някои тенденции в студентските творби на Чайковски. Това свое отношение Рубинщайн не променя и спрямо по-късните творби на Чайковски, от които само Серенадата за струнен оркестър се радва на неговото одобрение. Той и Заремба се противопоставят, когато Чайковски предлага своята Първа симфония за изпълнение пред Руското музикално общество. Те налагат съществени промени в нея и макар че Чайковски се съгласява да ги направи, все пак отказват нейното изпълнение. Чайковски, притеснен, че все още е третиран като студент, оттегля своята творба. За първи път Симфония № 1 е изпълнена в пълния си вид през февруари 1868 г. в Москва, и то без наложените от Рубинщайн и Заремба промени.
Неразбиране и спорове възникват между Пьотър и неговия близък приятел Николай Рубинщайн, който полага много старания за популяризиране на музиката на Чайковски. Един от трудните моменти е свързан с Първи концерт за пиано, който Николай отказва да дирижира. Концертът по-късно се изпълнява от Ханс фон Бюло, а Николай Рубинщайн променя мнението си за творбата и я включва в програмата си. Ханс фон Бюло изпълнява редица произведения на Чайковски и като пианист, и като диригент.
Професионалната дейност на Чайковски започва във време, когато в руския музикален живот доминира група композитори, наречена Могъщата петорка. В нея влизат композиторите Милий Балакирев, Модест Мусоргски, Александър Бородин, Николай Римски-Корсаков, Цезар Кюи. Самите участници наричат своята група „Нова руска музикална школа“, смятат себе си за наследници на Михаил Глинка и се стремят да реализират руската национална идея чрез музика. Между националистически настроената група и Антон Рубинщайн, който е привърженик на европейските ценности, съществуват дълбоки противоречия. Чайковски, като ученик на Рубинщайн, става мишена на критиките на представителите на Могъщата петорка. Неговата кантата по стиховете на Шилер „Ода на радостта“, написана като дипломна работа при завършване на консерваторията, търпи съкрушителна критика от Цезар Кюи. Рецензията на Кюи дълбоко огорчава Чайковски. През 1867 г. Рубинщайн излиза в оставка като диригент на оркестъра на Руското музикално общество, а мястото му заема Балакирев. Чайковски, сега професор по теория на музиката в Московската консерватория, се колебае дали да предложи предварително обещаните Характерни танци на този оркестър. Въпреки че държи на ангажимента си, той се опасява това да не се възприеме враждебно от Балакирев. Проблемът се усложнява и от факта, че Балакирев е наставник на композиторите, чиято работа Чайковски не харесва. Балакирев междувременно оценява потенциала на Чайковски и в отговор на изпратеното заедно с партитурата писмо пише, че счита него за „пълноценен художник“. Тази размяна на кореспонденция задава тон на техните отношения през следващите две години. През 1869 г. двамата работят заедно върху увертюра-фантазия „Ромео и Жулиета“, която се превръща в първия признат шедьовър на Чайковски и е искрено приветствана от Могъщата петорка. Групата горещо приема и неговата Втора симфония. Тази реакция се дължи на факта, че в тази творба Чайковски в известна степен се отклонява от западните правила на композиция и оставя характерните особености на руската народна песен да определят симфоничната форма. Независимо от творческите различия с композиторите от Могъщата петорка с повечето от тях Чайковски поддържа приятелски отношения. Същевременно полага усилия да запази своята независимост.
Няколко фактора подпомагат популяризирането на музиката на Чайковски: редица първокласни изпълнители я включват в своя репертоар; публиката в Русия постепенно променя своето възприемане на музика – ако по-рано тя се възхищава на виртуозните изпълнения на технически трудните произведения, сега все повече обръща внимание на тяхното съдържание; от 1867 г. произведенията на Чайковски започват да се публикуват.
През този период Чайковски започва да композира опери. Първата е „Войвода“ по пиеса на известния руски драматург Александър Островски. Премиерата е в Болшой театър на 31 май 1869 г. Композиторът обаче не е доволен от операта и унищожава почти цялата партитура. Запазените части използва в някои по-късни творби. Вторият опит е операта „Ундина“. Цялата опера никога не се поставя на сцена. Само някои откъси се изпълняват в Болшой театър на 16 март 1870 г. Чайковски унищожава нейната партитура през 1873 г.
Първата опера, която се запазва в оригиналния си вид – „Опричник“, е поставена премиерно на 12 април 1874 г. в Марийнския театър. След нея следва „Ковачът Вакула“ по новела на Николай Гогол. Нейната премиера през 1876 г. e посрещната хладно от публиката. По-късно Чайковски я преработва, добавя едно действие и я преименува в „Черевички“.
Другите творби от този период са балетът „Лебедово езеро“, Симфония № 2, музиката към драмата „Снежанка“ на А. Островски (тези произведения включват в себе си фрагменти от „Ундина“), Симфониите № 3 и № 4, фантазията „Франческа да Римини“, Вариациите на тема рококо за виолончело с оркестър, операта „Евгений Онегин“, струнни квартети.
Чайсковски остава на поста си в Московската консерватория до 1878 г. Наред с преподаването и композирането той се занимава и с музикална критика. Тази дейност му позволява да пътува в чужбина и да се запознава с творчеството на другите композитори. В своите коментари като музикален критик Чайковски хвали Бетовен, смята Брамс за надценен, намира недостатъци при Шуман. Харесва премиерното представление на Вагнеровия Пръстенът на Нибелунгите в Байройт, Германия, но не и музиката. Често критикува лошото състояние на руската опера.

### Личен живот
Личният живот на Чайковски преминава под знака на неговата сексуална ориентация. Той е хомосексуален и първата му връзка е с Апухтин през ученическите им години. Чайковски откровено споделя на тази тема със своя брат Модест, който също е хомосексуалист. В писмата си към него Пьотър разказва за чувствата си на любов и ревност към младите мъже от своето обкръжение, описва мотивите и оценките за събития, свързани с интимния му живот.
В живота на Чайковски има един случай, когато той се влюбва в жена. През 1868 г. той се запознава с певицата от белгийски произход Дезире Арто (Désirée Artôt), по това време една от най-бляскавите оперни изпълнителки с „изкусителен глас“. Тя е на турне в Москва и има сензационен успех. Любовта им е взаимна и те се готвят за сватба. Но Дезире предупреждава, че нито има намерение да се отказва от сцената, нито да отседне в Москва. Николай Рубинщайн, опасявайки се, че животът в сянка на известна певица може да повлияе върху творческото развитие на Чайковски, се изказва против този брак. Чайковски остава непоколебим и подробно обсъжда с баща си сватбените планове. Но на 15 септември 1869 г. Дезире изненадващо, без да съобщи на Чайковски, се омъжва за испанския певец-баритон Мариано Падила и Рамос (Mariano Padilla y Ramos). Предполага се, че към това действие я подтиква майка ѝ, която научава от Николай Рубинщайн за сексуалните наклонности на Чайковски. Като цяло се смята, че Чайковски бързо преодолява тази връзка. Самият той твърди, че Дезире Арто е единствената жена, в която е влюбен. Предполага се, че той е кодирал нейното име в Първия концерт за пиано и оркестър и в симфоничната поема „Фатум“. Двамата се срещат случайно няколко пъти, а 19 години по-късно, през октомври 1888 г., той композира по нейна молба Шест френски романса Op. 65.
В края на 1876 г. Чайковски се влюбва в Йосиф Котек, бивш студент на Московската консерватория, но връзката скоро се разпада поради изневярата на Котек. Приблизително по същото време неочаквано се жени Владимир Шиловски, с когото композиторът има 10-годишни отношения. Чайковски тежко понася новината. Подтикнат от това събитие, той обмисля и обсъжда с братята си възможността за женитба. По този начин смята да огради себе си и семейството от злонамерени коментари по повод неговата хомосексуалност. Същевременно се надява да води двойствен сексуален живот.
На 18 юли 1877 г. Чайковски се жени за 8 години по-младата Антонина Милюкова, негова бивша студентка, от която получава поредица любовни писма. За да избегне всякаква намеса, съобщава за годежа само на баща си и на брат си Анатоли. Останалите от семейството научават за сватбата ден преди тя да се състои. Почти веднага след сватбата Чайковски осъзнава, че е направил грешка, и много скоро се убеждава в пълната психологическа и сексуална несъвместимост с Антонина. След 2 месеца и половина съвместен живот Чайковски изпада в дълбока емоционална криза. Той напуска жена си и заминава за Швейцария. Въпреки че формално не се развеждат, двамата никога не се срещат отново.
Много по-влиятелна жена в живота на Чайковски е Надежда фон Мек, вдовица на богат индустриален магнат. Запознават се чрез Котек през 1876 г. и отношенията им продължават 14 години. По нейно настояване те никога не се срещат. Срещат се съвсем случайно два пъти, но не разменят нито дума. Общуват само чрез писма, които за периода на тяхната кореспонденция от 1877 до 1890 г. са над 1000 броя. Тя осигурява на композитора годишна издръжка от 6000 рубли, която му позволява да напусне консерваторията и изцяло да се посвети на своята музика. Композиторът прекарва зимите в Европа, летата се връща в Русия. Отношенията им са много близки – той споделя с нея своите творчески търсения, тя изразява съпричастност към неговата музикална кариера, харесва неговата музика. В писмата си обсъждат широк спектър от теми – от политика и идеология до психология на творчеството, религиозната вяра и природата на любовта. През 1890 г. Надежда фон Мек банкрутира и прекъсва издръжката на Чайковски. Прекъсват се и приятелските им отношения поради интригите на зетя на Фон Мек. Чайковски по това време няма нужда от финансова помощ, но в емоционално отношение му липсват нейното приятелство и психологическа подкрепа. Той се чувства объркан и обиден от това, че тя го изоставя. А тя – също огорчена – прекъсва кореспонденцията с Чайковски, защото ѝ внушават, че той се интересува не от нея, а от нейната издръжка.
През последните години на своя живот Чайковски има силна хомосексуална връзка с племенника си Владимир Давидов (Боб) (Владимир Давыдов), син на покойната му по това време сестра Александра. Композиторът посвещава на Боб последната си Шеста симфония, прави го наследник и притежател на авторските права на своите творби. През 1904 г. 34-годишният Боб се самоубива.

### Години на слава
Периодът след напускането на Московската консерватория е много продуктивен. Славата на Чайковски в Европа расте, но сред музикалните кръгове в Русия го смятат за отстъпник, зависим изцяло от Запада. Едно събитие през 1880 г. води до промяна на тази оценка. По време на откриването на паметника на Пушкин в Москва писателят Фьодор Достоевски прокламира Пушкиновия призив за „всеобщо единение“ със Запада. Думите на Достоевски се разпространяват из цяла Русия, в резултат на което не само изчезва негативното отношение към творчеството на Чайковски, но той се превръща в кумир за младата интелигенция в Санкт Петербург.
По същото време предстои завършването строителството на катедралния храм „Христос Спасител“, през 1881 г. е 25-годишнината от коронацията на цар Александър II и Николай Рубинщайн предлага на Чайковски да напише музика за тези чествания. За 6 седмици Чайковски композира Увертюра 1812. Макар че самият той не я оценява високо, мнозина смятат произведението за много добро.
На 23 март 1881 г. в Париж умира Николай Рубинщайн. По това време Чайковски е в Рим, но веднага прекъсва своя престой и съпровожда ковчега с тялото на дългогодишния си приятел до Русия. През декември същата година започва композирането на Клавирното трио в ла минор, което посвещава на големия артист. С това произведение той изпълнява и молбата на Фон Мек за клавирно произведение, което да се изпълни от тогавашния неин домашен пианист Клод Дебюси (Claude Debussy). За първи път произведението се изпълнява в Московската консерватория за годишнината от смъртта на Николай Рубинщайн. Композиторът се радва на извънредната популярност на пиесата. През ноември 1893 г. нейната музика е изпълнявана на концертите в негова памет в Москва и Санкт Петербург.
През 1884 г. Чайковски постепенно излиза от своята затвореност и социална изолираност. През март същата година цар Александър III го награждава с орден „Свети Владимир“ и го удостоява с лична аудиенция. Този акт на официално одобрение помага на композитора да се чувства по-уверен в обществото. Той се радва и на големия успех на Сюита № 3 op. 55, чиято премиера под палката на Бюло е през януари 1885 г. в Санкт Петербург.
През 1885 г. царят отново демонстрира подкрепата си, като поръчва постановката на операта „Евгений Онегин“ в Санкт Петербург. Освен това, благодарение на помощта на директора на императорските театри Иван Всеволожски, на Чайковски се отпуска годишна пенсия от царя в размер на 3000 рубли. Този жест е допълнително признание на водещата роля на композитора.
Чайковски използва нарастващата си слава за насърчаване развитието на руската музика. През 1885 г. е избран за директор на Московския клон на Руското музикално общество. Започват неговите изяви като диригент. През януари 1887 г. участва като такъв на представлението на своята опера „Черевички“ в Болшой театър. След това представление Чайковски е канен като диригент из цяла Русия и Европа. През 1887 г. като диригент на своите творби предприема пътуване в САЩ, където жъне сензационен успех. За откриването на Карнеги Хол в Ню Йорк дирижира Нюйоркския симфоничен оркестър.

### Последни години
През последните си години Чайковски живее в град Клин, недалеч от Москва. През 1887 г. посещава Санкт Петербург, за да присъства на фестивала Руски симфонични концерти, организирани от промишления магнат и покровител на изкуство Митрофан Беляев (Митрофан Петрович Беляев) и посветени изключително на руската музика. Сред изпълняваните произведения е преработената Първа симфония на Чайковски и последната версия на Третата симфония на Николай Римски-Корсаков. Чайковски се познава с Римски-Корсаков и музикалното дружество, организирано и ръководено от него. Дружеството е подпомагано от Беляев и се нарича Беляевски кръг. В него членуват млади композитори и музиканти, повечето от които са ученици на Римски-Корсаков. Подобно на Могъщата петорка те също са националистически настроени, но са по-отворени към външно влияние и приемат западния начин на музикално образование. Чайковски е в по-близки и доброжелателни отношения с тях, отколкото с Петорката, и често участва в техните сбирки. Тези отношения се поддържат до края на неговия живот.
През 1892 г. става член на Френската академия за изящни изкуства (Académie des Beaux-Arts). На следващата година университетът в Кеймбридж в Англия го удостоява с почетната титла Доктор по музика.
За последен път Чайковски застава на диригентското място през 1893 г. – на премиерата на своята Шеста симфония, Патетическа. Девет дни след нея Чайковски умира от холера в дома на брат си Модест в Санкт Петербург. Общоприетата причина за неговата смърт е заразяване с холера, след като е пил непреварена вода в един от елитните санктпетербургски ресторанти. Това обаче се оспорва и се предполага, че Чайковски се е самоубил. Като едно от доказателства се представя фактът, че ковчегът му бил отворен за поклонение според православния обичай и всички се сбогували, целувайки го – действие, недопустимо при епидемия от холера и следователно изключващо хипотезата, че тя е причината за смъртта. Церемонията по погребението се възлага на Дирекцията на императорските театри, което е изключителен израз на признание и почит. Чайковски е погребан в Тихвинското гробище в Александро-Невската лавра в Санкт Петербург, където почиват всички велики руски композитори. Модест Чайковски и Боб Давидов създават в къщата в Клин музей на композитора, който съществува и се поддържа и днес.

## Творчество
За Чайковски е характерен широк стилистически и емоционален обхват на творбите – от чаровни и леки салонни пиеси до големи оркестрови произведения, впечатляващи със своята дълбочина и величие. Творчеството му включва 7 симфонии, 11 опери, 3 балета, 5 сюити, 3 концерта за пиано, един концерт за цигулка, 3 увертюри, 8 оркестрови пиеси, 4 кантати, 20 хорови творби, 3 струнни квартета, един струнен секстет и над 100 песни и клавирни пиеси. И трите му балета – Лебедово езеро, Лешникотрошачката, „Спящата красавица“ – продължават да се поставят на сцената на много театри. От оперите с голям успех се ползват Дама Пика и Евгени Онегин. От оркестровите творби най-известни са Първи концерт за пиано, Концерт за цигулка, Увертюра-фантазия Ромео и Жулиета, Увертюра 1812.
Чайковски се смята за първи голям руски симфонист и е водещ представител на романтизма в неговия руски вариант. Той притежава майсторски усет към мелодията и оркестрацията. Музикалните теми в неговите най-хубави творби се задават със запомнящи се мелодии и се съгласуват чрез новаторски композиционни форми. Трите последни симфонии оставят отпечатък върху симфоничната музика от края на 19 век и характерното за тях личностно присъствие намира продължение в музиката на такива големи композитори от 20 век, като Густав Малер, Сергей Рахманинов и Дмитри Шостакович. Руската народна музика е извор за вдъхновение, нейното влияние се усеща в редица негови творби, но националистическите тенденции се уравновесяват от космополитния мироглед, придобит от годините в консерваторията. По отношение на балета променя жанра, като го трансформира от едно чисто декоративно изкуство в драматично сценично представление.
Според музикалните критици творчеството на Чайковски е нехомогенно. Някои творби се оценяват като незначителни, набързо написани, повтарящи се. Но има и върхове, при които със специфично свой музикален език постига дълбока емоционална експресия. Произведенията, в които се проявява майсторството му да съчетава вдъхновяваща мелодия, впечатляващо съдържание и съвършена форма, нареждат Чайковски сред големите композитори на света.

## Музикални творби

### Опери
- Войвода (1868)
- Ундина (1869)
- Опричник (1872)
- Ковачът Вакула (1874)
- Евгений Онегин (1878)
- Орлеанската дева (1879)
- Мазепа (1883)
- Черевички (1885)
- Чародейка (1887)
- Дама Пика (1890)
- Йоланта (1891)

### Симфонии
- № 1 в сол минор, опус 13, Зимни мечти (1866)
- № 2 в до минор, опус 17 (1872)
- № 3 в ре мажор, опус 29, Полска (1875)
- № 4 във фа минор, опус 36 (1878)
- Манфред, в си минор, опус 58, по „Манфред“ на Байрон (1885)
- № 5 в ми минор, опус 11 (1888)
- № 6 в си минор, опус 74, Патетична (1893)

### Балет
- Лебедово езеро (1876)
- Спящата красавица (1889)
- Лешникотрошачката (1892)

### Сюити
- Сюита № 1, op. 43 (1879)
- Сюита № 2, op. 53 (1883)
- Сюита № 3, op. 55 (1884)
- Сюита № 4, Моцартиана, op. 61 (1887)

### Други оркестрови творби
- Торжествена увертюра на Датский химн, op. 15 (1866)
- „Буря“, op. 18 (1873)
- Славянский марш, op. 31(1876)
- „Франческа да Римини“, симфонична фантазия, op. 32 (1876)
- Италианско капричио, op. 45 (1880)
- Серенада за струнен оркестър, op. 48 (1880)
- „1812 година“, тържествена увертюра, op. 49 (1880)
- Хамлет, увертюра-фантазия, ор. 67 (1888)
- „Буря“, увертюра към пиеса, op. 76 (1864)
- „Фатум“, симфоническа фантазия, op. 77 (1868)
- „Войвода“, симфоническа балада, op. 78 (1891)
- „Ромео и Джульетта“, увертюра-фантазия (1869, 1870, 1880)
- Марш на Доброволческа флота (1878)
- Марш на Юриевски полка (1893)

### Концерти за соло инструмент и оркестър
- Концерт за пиано и оркестър № 1, op. 23 (1875)
- Меланхолична серенада, op. 26 (1875)
- Вариации на тема рококо за виолончело и оркестър, op. 33 (1878)
- Валс-скерцо за цигулка и оркестър, op. 34 (1877)
- Концерт за цигулка и оркестър, op. 35 (1878)
- Концерт за пиано и оркестър № 2, op. 44 (1880)
- Концертна фантазия за пиано и оркестър, op. 56 (1884)
- Pezzo capriccioso за виолончело и оркестър, op. 62 (1887)
- Концерт за пиано и оркестър № 3 (1893)

### Клавирни творби
- Руско скерцо, op. 1, № 1 (1867)
- Импровизация, op. 1, № 2 (1867)
- Спомен за Хапсал, 3 пиеси, op. 2 (1867)
- Валс-каприс, op. 4 (1868)
- Романс, op. 5 (1868)
- Валс-скерцо, op. 7 (1870)
- Капричио, op. 8 (1870)
- Три пиеси, op. 9 (1870)
- Две пиеси, op. 10 (1871)
- Шест пиеси, op. 19 (1873)
- Шест пиеси на една тема, op. 21 (1873)
- Голямата соната соль мажор, op. 37a (1878)
- Годишни времена, op. 37b (1876)
- Детски албум, op. 39 (1878)
- Дванадесет пиеси, op. 40 (1878)
- Шест пиеси, op. 51 (1882)
- Думка op. 59 (1886)
- Осемнадесет пиеси, op. 72 (1893)
- Соната за пиано до-диез минор, op. 80 posth (написана 1865, издадена 1900)

### Камерна музика
- Струнен квартет № 1, op. 11 (1871)
- Струнен квартет № 2, op. 22 (1874)
- Струнен квартет № 3, op. 30 (1876)
- „Спомен за скъпо място“, три пиеси за цигулка и пиано, op. 42 (1878)
- Трио за пиано, цигулка и виолончело, op. 50 (1882)
- „Спомен за Флоренция“, струнен секстет, op. 70 (1890)

## Гласът на Чайковски
През януари 1890 г. Юлиус Блок прави кратък запис с помощта на фоноавтограф.
По думите на музиколога Леонид Сабанеев, Чайковски не харесва записващото устройство и се опитва да го избегне. Вероятно при друга среща преди този запис Блок моли композитора да изсвири на пиано или да каже нещо. Чайковски се отказва: „Аз съм лош пианист и гласът ми е дрезгав. Защо да увековечаваме това?“